# La Encerrona
La Encerrona es un pódcast peruano fundado por el periodista Marco Sifuentes en 2020. El programa tiene reconocimiento por dar cobertura a noticias que llegaron a impactar considerable el panorama del país, como la pandemia de COVID-19 y la crisis política que el Perú enfrenta desde entonces. Su contenido se distribuye bajo una licencia permisiva.

## Historia
El 13 de marzo de 2020, el periodista Marco Sifuentes lanza La Encerrona, un miniprograma informativo producido inicialmente desde su residencia en Madrid. Esta iniciativa surge en respuesta al contexto de confinamiento impuesto por la pandemia de COVID-19, utilizando principalmente Telegram como plataforma de difusión. La temática de los informes se centraba en las actividades de grupos antivacunas presentes en dicha plataforma de mensajería. También se publicó su versión en vídeo, que se compatió en YouTube.
Inicialmente enfocada en la investigación de fuentes científicas, La Encerrona evolucionó hacia un análisis de la política local desde una perspectiva socioliberal y alternativa a los medios tradicionales. Su estilo narrativo destaca por su claridad y sencillez, incorporando un tono irreverente y coloquial. No obstante, el propio Sifuentes ha negado que el programa se encuadre dentro de la prensa alternativa.
Dado que los episodios de La Encerrona se publican con una licencia de difusión permisiva, varias estaciones locales de radio y televisión de todo el país comenzaron a distribuir el programa a nivel nacional. Además, la Corte Superior de Justicia de Lima declaró que el pódcast, al contener contenido que es de interés público, no puede ser retirado de YouTube, una de las plataformas digitales de acceso gratuito, al ampararse en el derecho a la libertad de información.
En septiembre de 2020, en el marco de la 25º Feria Internacional del Libro de Lima, Sifuentes presentó su libro La Encerrona: Diario de un podcast. Esta obra memorialística documenta los inicios del programa y su impacto durante el contexto de aislamiento social.
En noviembre de 2024, el programa se convirtió en un complemento de Canal Ya, una plataforma de streaming en la que la productora Romina Badoino emite desde YouTube. En este programa, incorporaron a otras personas como Laura Vásquez para la sección de actualidad y Maricarmen Yrigoyen para la sección de iniciativas sociales y de emprendimiento.

## Estructura
Originalmente, el programa se divide en tres bloques de cinco minutos cada uno. En uno de estos bloques, el presentador expone sus opiniones, mientras que en el tercero se incluyen acontecimientos culturales. El formato del programa se inspira en el programa español Carne cruda, inicialmente emitido por radio y posteriormente trasladado a una plataforma digital. La locución del programa está influenciada por el estilo sereno de Miguel Humberto Aguirre, exconductor de RPP.
El programa utiliza bases de datos de acceso público, como los registros de visitas a instituciones públicas (Manolo) y el servicio de búsqueda de antecedentes penales de candidatos electorales (Club Otorongo). Tanto el programa como las bases de datos se financian a través del financiamiento colectivo de los usuarios.

## Coberturas notables
En 2021, el especial La liga electoral, dirigido por Sifuentes y periodistas independientes, analizó las elecciones generales peruanas y ofreció información a los estudiantes universitarios para que pudieran elegir a sus candidatos.
La Encerrona ha adquirido reconocimiento como medio independiente al revelar exclusivas. En 2022, destapó la filtración de información de las fuerzas armadas peruanas; posteriormente, en 2023, investigó incidentes de represión policial durante la convulsión social, con énfasis en los acontecimientos de Ayacucho, donde Ernesto Cabral, miembro del programa, expuso la deficiente preparación inicial de la policía. La información divulgada se obtuvo, en parte, mediante solicitudes de acceso a datos. El programa ha colaborado con IDL-Reporteros, aportando información como, por ejemplo, las confesiones de un líder militar sobre cómo se reprimía a los manifestantes de la ciudad.
La Encerrona también ganó notoriedad al informar en 2023 sobre una vulnerabilidad en el registro de afiliados de la Municipalidad de Miraflores, lo que provocó críticas del alcalde Carlos Canales Anchorena. Al año siguiente, el noticiero informó sobre una filtración masiva de datos privados de los usuarios que necesitaban registrarse en línea para realizar operaciones con el municipio.
Con Ernesto Cabral, el programa continuó con nuevas investigaciones, entre las que destacó el patrimonio de la presidenta Dina Boluarte, revelado a través de la obtención de costosos relojes. Altos funcionarios como Alberto Otárola intentaron negar su participación en esa investigación.

## Reconocimientos
En 2022, la revista Semana Económica calificó a Marco Sifuentes como «el periodista más influyente de internet, blogs y redes sociales» en su Encuesta del Poder. En 2023, Sifuentes repitió el reconocimiento, con un 61 % de las menciones. Además, el equipo periodístico obtuvo un Premio ESET al Periodismo en Seguridad Informática.
En 2024, La Encerrona fue nominada como mejor programa informativo para los Luminy Awards, organizados por el streamer Andy Merino. Sin embargo, la nominación fue retirada posteriormente a solicitud del propio medio. A la vez, obtuvo el premio Laura Rodríguez Dulanto por el Instituto Prensa y Sociedad por un reportaje colaborativo sobre enfermedades raras.